# Thierry Deroyant
 (mai 2024).
Si vous disposez d'ouvrages ou d'articles de référence ou si vous connaissez des sites web de qualité traitant du thème abordé ici, merci de compléter l'article en donnant les références utiles à sa vérifiabilité et en les liant à la section « Notes et références ».
Thierry Deroyant (né le 19 juin 1955 à La Roche-sur-Yon)  est un artiste peintre français fondateur du courant pictural appelé Ressentisme et  Art Thérapeute.
Le ressentisme est un mouvement pictural qui explore dans l' âme positive du peintre l'effet produit par les couleurs.
Il doit y avoir autant d'impression dans une toile impressionniste que de ressenti dans une toile ressentiste, il n'y a qu'un voile qui les sépare, celui des yeux qui laissent la place à l'âme pour qu'elle puisse s'exprimer pleinement et positivement.
Débarrassé des pensées superficielles, le ressentisme fait appel au moi profond zen pour exprimer un ressenti niché au fond de l'être humain.

## Ressentisme
Inscrit dans la mouvance de la création artistique spontanée intuitive, le Ressentisme est un courant de peinture français contemporain, fondé par Thierry Deroyant en 1996né de l'expression des ressentis positifs produits par la visualisation des couleurs et la libération de formes spontanées sans concevoir le sujet au préalable. Dans un second temps, l'apparition inattendue d'une forme identifiée et prégnante constituera le thème de l’œuvre poursuivi en toute quiétude et conscience créatrice organisée dans un ensemble cohérent et esthétique. Le ressentisme est inscrit au patrimoine culturel Français par la Fédération Nationale de la culture Française (section arts plastiques).
EXPOSITIONS NATIONALES ET INTERNATIONALES  
En octobre 2010 exposition à Drouot Richelieu à Paris en présence du renouveau de l'art Russe et de l'école de Moscou.
E juillet 2001, exposition au festival International de Chizé réunissant 150 artistes venus des cinq continents.
En octobre 2001, exposition à Paris, galerie Art et Actualité en présence du célèbre sculpteur Russe Léonty Oussov.
En janvier 2002, exposition Internationale au centre culturel de Russie à Paris sous l'égide de l'Unesco 
En 2007, Exposition au grand Palais à Paris.
En 2008, intègre l''académie des Beaux Arts du Québec 
En juin 2008, exposition au carrousel du Louvre à Paris.
En décembre 2008, exposition à New-York à Soho 
En mars 2009, exposition Internationale au château d'Anvers sur Oise 
En juin 2010, exposition au Pays Bas à Klarenbeek 
En septembre Internationale 2012, exposition en Italie à Rôme 
En 2013, Exposition Internationale en Autriche à Innsbruck 
En 2016, Exposition à vie au Mussée d'Art Européen au Danemark au People College d'Helsingor de la génération des peintres 2000/2020  
En 2024, exposition internationale de la Rochelle France  
Relation avec la CHINE  
En mai 2010 Thierry Deroyant expose à Shanghai en Chine, avec la Fédération nationale de la culture française dans le pavillon français, lors de l’exposition universelle. En janvier 2013, il est invité à Pekin - Beijing China world trade center en Chine avec Asia Art Expo, dans le cadre d'un échange artistique France/Chine, organisé par le célèbre peintre Chinois David Wien. En 2013, il participe à l’exposition sur la route de l'art Orient Occident’ à l'Espace René Cassin à Fontenay le Comte, avec des artistes Chinois et Français, dans le cadre de l'association France-Chine.

DISTINCTIONS PRINCIPALES
En décembre 1998, prix International à Monaco
En janvier 2000, prix International à New- York
En mai 2007, Médaille d'or de la République Française et médaille d'argent Européenne
En juin 2007, Médaille d'argent du mérite culturel Français
En juillet 2007 prix de la spontanéité créative à Roquebrune sur Argens
En octobre 2022, prix International à la Rochelle
En juin 2025 Vouvant village des peintres fête les 20 ans d'existence et invite les pionniers dont Thierry Deroyant